# Bustrofedon
Bustrofédon je izraz, ki označuje način pisanja, pri katerem se smer pisanja v vsaki naslednji vrstici obrne: če je prva vrstica pisana od leve proti desni, je druga od desne proti levi, tretja spet od leve proti desni in tako naprej. S spremembo smeri pisanja se praviloma spremenijo tudi oblike črk: v vrsticah, ki potekajo v nasprotni smeri, so črke zrcalne. Tak način pisanja je bil dokaj pogost v antičnih napisih, zlasti egipčanskih, starogrških (kretskih) in italskih.
Izraz bustrofedon (grško starogrško βουστροφηδόν: boustrofedós) izhaja iz gršikh besed starogrško βούς: boús - vol in starogrško στρέφειν: stréfeis - obračati. Potek pisanja v načnu bustrofedon je podoben poti volov pri oranju: ko je ena brazda končana, se na koncu njive vola obrneta in začneta novo brazbo v nasprotni smeri.